# Cladonia coccifera
Cladonia coccifera — вид кущистих, кладонія родини Кладонієві (Cladoniaceae). Вперше його описав шведський ліхенолог Карл Лінней у своїй праці «Species Plantarum» 1753 року. Німецький ботанік Карл Людвиг фон Вільденов перевів його в рід Кладоній в 1787 році. Лишайник має клейстотеції та яскраво-червоні пікніди на вершині жовтуватого або сіро-зеленуватої подеції, заввишки з 1–2 см. Основа талому складається з округлих чешуйок (лусочок) з жовтою або оранжево-коричневою нижньою поверхнею. Зустрічається, як правило, на кислих торф'янистих і піщаних ґрунтах.
Лишайник має циркумполярне поширення в Північній півкулі, і простягається на південь до Гімалаїв.